# تویوهاشی، آیچی
تویوهاشی از شهرهای استان آیچی ژاپن است که جمعیت آن در ۱ ژانویه ۲۰۰۸ ۳۷۷٬۰۴۵نفر بوده‌است.
این شهر در کنار دریا قرار گرفته است که باعث میشود آب و هوای این شهر، معتدل و مرطوب شود. در تابستان هوای این شهر گرم و مرطوب و در زمستان نسبتا معتدل و کمی سرد است.
ساحل این شهر، محل تخم گذاری و لانه سازی لاکپشت های دریایی است.